# Real Santa Cruz
Real Santa Cruz ist ein Fußballverein aus Santa Cruz de la Sierra in Bolivien. Der Verein wurde 1962 gegründet und trägt seine Heimspiele im Estadio Juan Carlos Durán aus. Der Spitzname des Vereins lautet Los Albos.

## Geschichte
Der Verein gehört zu den Gründern der bolivianischen Profifußballliga, in der er von der Gründung (1977) bis zum ersten Abstieg 1992 spielte, aber schon ein Jahr später in die Liga zurückkehrte. Im Jahr 1996 konnte der Verein sich erstmals für einen internationalen Wettbewerb, die Copa Conmebol 1997 qualifizieren, wo er in der ersten Runde gegen den CA Lanús ausschied. 2019 gelang es dem Verein das erste Mal seit 2004 wieder an der höchsten Spielklasse teilzunehmen. In der Saison 2024 stieg Real Santa Cruz wieder in die regionale Liga der Asociación Cruceña de Fútbol ab.

## Rivalitäten
Den Verein verbindet eine Rivalität mit dem Club Destroyers, mit dem sie den sogenannten Clasico Camba austragen.

## Erfolge
- Bolivianischer Vizepokalsieger: 2001